# Albert Bachmann (Turner)
Albert Bachmann (* 8. November 1906; † 1990) war ein Schweizer Turner.
Albert Bachmann gewann bei den Olympischen Spielen 1936 mit der Schweizer Mannschaft die Silbermedaille hinter den deutschen Turnern. Die Schweizer Mannschaft bestand dabei aus Eugen Mack, Michael Reusch, Eduard Steinemann, Walter Bach, Albert Bachmann, Georges Miez, Josef Walter und Walter Beck; für die Mannschaftswertung wurden jeweils die sechs besten Einzelergebnisse an jedem Gerät berücksichtigt. In der Einzelwertung für den Mehrkampf belegte Bachmann mit 107,502 Punkten den 13. Platz. Am Seitpferd gewann Bachmann mit 19,067 Punkten die Bronzemedaille hinter dem Deutschen Konrad Frey und Eugen Mack.
Bei den Turn-Weltmeisterschaften 1938 in Prag gewann die tschechische Mannschaft den Mannschaftstitel vor den Schweizern, bei denen mit Bachmann, Beck, Mack und Reusch noch vier Turner von 1936 dabei waren; ausserdem gehörten Siegbert Bader, Hans Nägelin, Guglielmo Schmid und Leo Schürmann zur Schweizer Riege.